# Аверм
Аве́рм (фр. Avermes) — коммуна во Франции, находится в регионе Овернь. Департамент коммуны — Алье. Входит в состав кантона Западный Мулен. Округ коммуны — Мулен.
Код INSEE коммуны — 03013.

## Население
Население коммуны на 2008 год составляло 3814 человек.
| 1962 | 1968 | 1975 | 1982 | 1990 | 1999 | 2008 |
| ---- | ---- | ---- | ---- | ---- | ---- | ---- |
| 1311 | 2007 | 2780 | 3286 | 3892 | 3966 | 3967 |

## Экономика
В 2007 году среди 2561 человека в трудоспособном возрасте (15—64 лет) 1877 были экономически активными, 684 — неактивными (показатель активности — 73,3 %, в 1999 году было 73,5 %). Из 1877 активных работали 1735 человек (858 мужчин и 877 женщин), безработных было 142 (70 мужчин и 72 женщины). Среди 684 неактивных 205 человек были учащимися или студентами, 356 — пенсионерами, 123 были неактивными по другим причинам.

## Достопримечательности
- Церковь Сен-Мишель
- Замок Сеганж (XV—XVI века)